# Lett labdarúgó-válogatott
A lett labdarúgó-válogatott Lettország nemzeti csapata, amelyet a lett labdarúgó-szövetség (Lettül: Latvijas Futbola Federācija) irányít. A Labdarúgó-világbajnokságra még nem sikerült kijutniuk, viszont egy alkalommal szerepeltek az Európa-bajnokságon, 2004-ben.

## A válogatott története
A második világháború előtt a legerősebb balti válogatott volt. Első mérkőzésüket 1922-ben játszották Észtország ellen, amely 1–1-es döntetlennel végződött. Az 1938-as labdarúgó-világbajnokság selejtezőinek 8. csoportjába került, ahol Litvánián túljutva Ausztria állította meg. 1940-ben Lettország a Szovjetunió tagja lett és egészen 1991-ig az is maradt.
A megszállás után új nemzetként 1991 november 16-án játszották első mérkőzésüket a Balti kupa keretein belül. Az ellenfél Észtország volt. Az első FIFA által is elismert tétmérkőzését 1992-ben Románia ellen vívta Bukarestben.

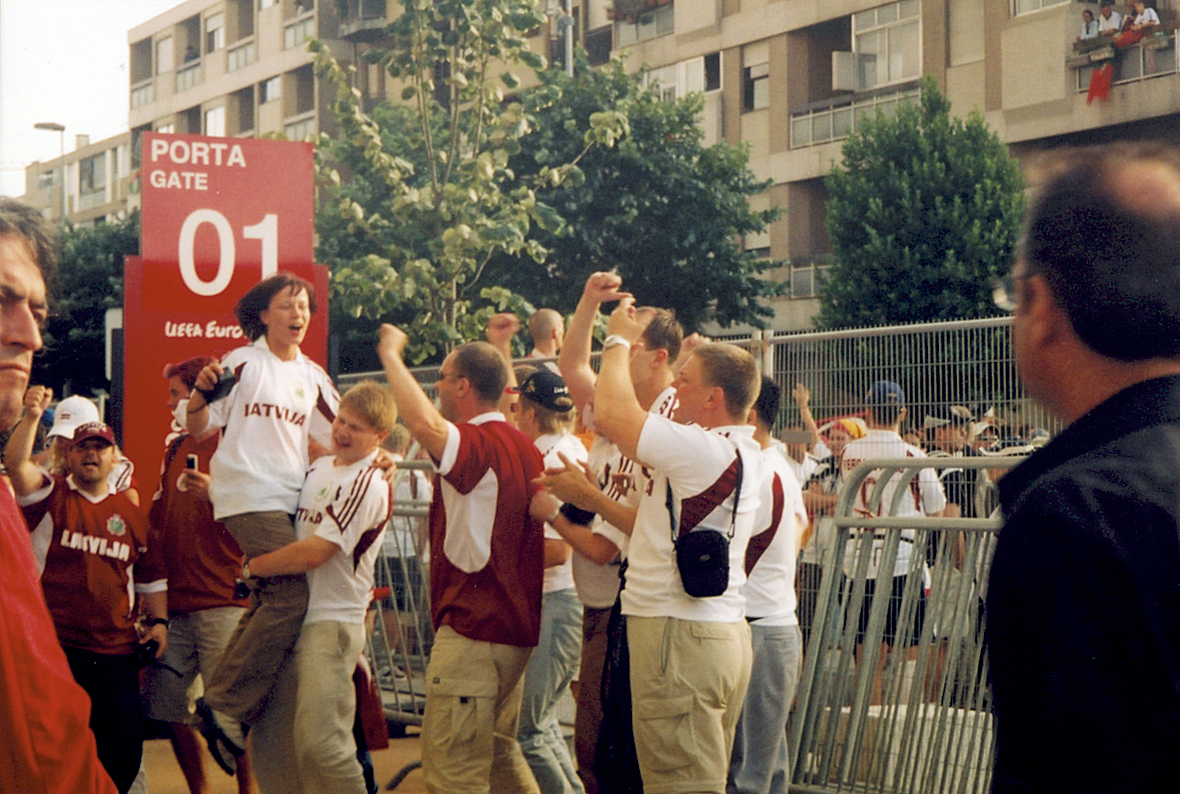
Lett szurkolók a 2004-es Eb-n.

Lettország labdarúgó-válogatottjának eddigi legnagyobb eredménye a számtalan balti kupa győzelem mellett kétségkívül az, hogy részt vett a 2004-es portugáliai Európa-bajnokságon. A selejtezőkben az esélyesebb Lengyelországot megelőzve, Svédország mögött a második helyen végeztek és a pót-selejtezőn Törökországot legyőzve harcolták ki a kontinenstornán való részvételt. A párharc első mérkőzését Māris Verpakovskis góljával a lettek nyerték 1–0-ra, a visszavágó pedig 2–2-es döntetlennel zárult.
Az Eb-csoportok sorsolásnál a D jelű négyesbe kerültek Csehország, Hollandia és Németország társaságában. 2004 június 15-én Csehország ellen kezdték az Eb-t. Māris Verpakovskis révén megszerezték a vezetést a lettek, de a csehek egyenlítettek, majd végül megfordították és megnyerték a mérkőzést (1–2). Négy nappal később Németország ellen 0–0-s döntetlent értek el, aminek eredményeként megszerezték első pontjukat. Az utolsó csoportmérkőzésen sima 3–0-s vereséget szenvedtek a hollandoktól. A lettek ugyan kiestek a csoportkör után, de bánkódásra semmi okuk nem volt, mivel így is egy nagy és sikeres sorozaton voltak túl.
A 2006-os labdarúgó-világbajnokságra nem sikerült a kijutás. A selejtezőben Oroszország, Szlovákia, Portugália, Észtország, Liechtenstein és Luxemburg voltak az ellenfelek. A lettek a csoport 5. helyén végeztek 15 ponttal.
Vitālijs Astafjevs a válogatottsági csúcstartó 167 mérkőzéssel, ami Európai rekordnak számít.

## Nemzetközi eredmények
Balti kupa
- Győztes (13): 1928, 1932, 1933, 1936, 1937, 1993, 1995, 2001, 2003, 2008, 2012, 2014, 2016
- Ezüstérmes (13): 1929, 1930, 1931, 1935, 1938, 1991, 1992, 1994, 1997, 1998, 2000, 2005, 2010
- Bronzérmes (1): 1996

### Világbajnokság
| Világbajnokság | Világbajnokság            | Világbajnokság            | Világbajnokság            | Világbajnokság            | Világbajnokság            | Világbajnokság            | Világbajnokság            | Világbajnokság            | Világbajnokság            | Selejtezők                | Selejtezők                | Selejtezők                | Selejtezők                | Selejtezők                | Selejtezők                | Selejtezők                |
| Év             | Eredmény                  | H.                        | M                         | Gy                        | D                         | V                         | G+                        | G–                        | Keret                     | H.                        | M                         | Gy                        | D                         | V                         | G+                        | G–                        |
| -------------- | ------------------------- | ------------------------- | ------------------------- | ------------------------- | ------------------------- | ------------------------- | ------------------------- | ------------------------- | ------------------------- | ------------------------- | ------------------------- | ------------------------- | ------------------------- | ------------------------- | ------------------------- | ------------------------- |
| 1930           | nem indult                | nem indult                | nem indult                | nem indult                | nem indult                | nem indult                | nem indult                | nem indult                | nem indult                | nem indult                | nem indult                | nem indult                | nem indult                | nem indult                | nem indult                | nem indult                |
| 1934           | nem indult                | nem indult                | nem indult                | nem indult                | nem indult                | nem indult                | nem indult                | nem indult                | nem indult                | nem indult                | nem indult                | nem indult                | nem indult                | nem indult                | nem indult                | nem indult                |
| 1938           | nem jutott ki             | nem jutott ki             | nem jutott ki             | nem jutott ki             | nem jutott ki             | nem jutott ki             | nem jutott ki             | nem jutott ki             | nem jutott ki             | 2.                        | 3                         | 2                         | 0                         | 1                         | 10                        | 5                         |
| 1950–1990      | A Szovjetunió része volt. | A Szovjetunió része volt. | A Szovjetunió része volt. | A Szovjetunió része volt. | A Szovjetunió része volt. | A Szovjetunió része volt. | A Szovjetunió része volt. | A Szovjetunió része volt. | A Szovjetunió része volt. | A Szovjetunió része volt. | A Szovjetunió része volt. | A Szovjetunió része volt. | A Szovjetunió része volt. | A Szovjetunió része volt. | A Szovjetunió része volt. | A Szovjetunió része volt. |
| 1994           | nem jutott ki             | nem jutott ki             | nem jutott ki             | nem jutott ki             | nem jutott ki             | nem jutott ki             | nem jutott ki             | nem jutott ki             | nem jutott ki             | 6.                        | 12                        | 0                         | 5                         | 7                         | 4                         | 21                        |
| 1998           | nem jutott ki             | nem jutott ki             | nem jutott ki             | nem jutott ki             | nem jutott ki             | nem jutott ki             | nem jutott ki             | nem jutott ki             | nem jutott ki             | 4.                        | 10                        | 3                         | 1                         | 6                         | 10                        | 14                        |
| 2002           | nem jutott ki             | nem jutott ki             | nem jutott ki             | nem jutott ki             | nem jutott ki             | nem jutott ki             | nem jutott ki             | nem jutott ki             | nem jutott ki             | 4.                        | 8                         | 1                         | 1                         | 6                         | 5                         | 16                        |
| 2006           | nem jutott ki             | nem jutott ki             | nem jutott ki             | nem jutott ki             | nem jutott ki             | nem jutott ki             | nem jutott ki             | nem jutott ki             | nem jutott ki             | 5.                        | 12                        | 4                         | 3                         | 5                         | 18                        | 21                        |
| 2010           | nem jutott ki             | nem jutott ki             | nem jutott ki             | nem jutott ki             | nem jutott ki             | nem jutott ki             | nem jutott ki             | nem jutott ki             | nem jutott ki             | 3.                        | 10                        | 5                         | 2                         | 3                         | 18                        | 15                        |
| 2014           | nem jutott ki             | nem jutott ki             | nem jutott ki             | nem jutott ki             | nem jutott ki             | nem jutott ki             | nem jutott ki             | nem jutott ki             | nem jutott ki             | 5.                        | 10                        | 2                         | 2                         | 6                         | 10                        | 20                        |
| 2018           | nem jutott ki             | nem jutott ki             | nem jutott ki             | nem jutott ki             | nem jutott ki             | nem jutott ki             | nem jutott ki             | nem jutott ki             | nem jutott ki             | 5.                        | 10                        | 2                         | 1                         | 7                         | 7                         | 18                        |
| 2022           | nem jutott ki             | nem jutott ki             | nem jutott ki             | nem jutott ki             | nem jutott ki             | nem jutott ki             | nem jutott ki             | nem jutott ki             | nem jutott ki             | 5.                        | 10                        | 2                         | 3                         | 5                         | 11                        | 14                        |
| 2026           | később                    | később                    | később                    | később                    | később                    | később                    | később                    | később                    | később                    | később                    | később                    | később                    | később                    | később                    | később                    | később                    |
| Összesen       |                           | 0/11                      | –                         | –                         | –                         | –                         | –                         | –                         | –                         | Összesen                  | 85                        | 21                        | 18                        | 46                        | 93                        | 144                       |

### Európa-bajnokság
| Európa-bajnokság | Európa-bajnokság          | Európa-bajnokság          | Európa-bajnokság          | Európa-bajnokság          | Európa-bajnokság          | Európa-bajnokság          | Európa-bajnokság          | Európa-bajnokság          | Európa-bajnokság          | Selejtezők                | Selejtezők                | Selejtezők                | Selejtezők                | Selejtezők                | Selejtezők                | Selejtezők                |
| Év               | Eredmény                  | H.                        | M                         | Gy                        | D                         | V                         | G+                        | G–                        | Keret                     | H.                        | M                         | Gy                        | D                         | V                         | G+                        | G–                        |
| ---------------- | ------------------------- | ------------------------- | ------------------------- | ------------------------- | ------------------------- | ------------------------- | ------------------------- | ------------------------- | ------------------------- | ------------------------- | ------------------------- | ------------------------- | ------------------------- | ------------------------- | ------------------------- | ------------------------- |
| 1960–1992        | A Szovjetunió része volt. | A Szovjetunió része volt. | A Szovjetunió része volt. | A Szovjetunió része volt. | A Szovjetunió része volt. | A Szovjetunió része volt. | A Szovjetunió része volt. | A Szovjetunió része volt. | A Szovjetunió része volt. | A Szovjetunió része volt. | A Szovjetunió része volt. | A Szovjetunió része volt. | A Szovjetunió része volt. | A Szovjetunió része volt. | A Szovjetunió része volt. | A Szovjetunió része volt. |
| 1996             | nem jutott ki             | nem jutott ki             | nem jutott ki             | nem jutott ki             | nem jutott ki             | nem jutott ki             | nem jutott ki             | nem jutott ki             | nem jutott ki             | 5.                        | 10                        | 4                         | 0                         | 6                         | 11                        | 20                        |
| 2000             | nem jutott ki             | nem jutott ki             | nem jutott ki             | nem jutott ki             | nem jutott ki             | nem jutott ki             | nem jutott ki             | nem jutott ki             | nem jutott ki             | 4.                        | 10                        | 3                         | 4                         | 3                         | 13                        | 12                        |
| 2004             | Csoportkör                | 14.                       | 3                         | 0                         | 1                         | 2                         | 1                         | 5                         | Keret                     | 2. (pótselejtező)         | 10                        | 6                         | 2                         | 2                         | 13                        | 8                         |
| 2008             | nem jutott ki             | nem jutott ki             | nem jutott ki             | nem jutott ki             | nem jutott ki             | nem jutott ki             | nem jutott ki             | nem jutott ki             | nem jutott ki             | 5.                        | 12                        | 4                         | 0                         | 8                         | 15                        | 17                        |
| 2012             | nem jutott ki             | nem jutott ki             | nem jutott ki             | nem jutott ki             | nem jutott ki             | nem jutott ki             | nem jutott ki             | nem jutott ki             | nem jutott ki             | 4.                        | 10                        | 3                         | 2                         | 5                         | 9                         | 12                        |
| 2016             | nem jutott ki             | nem jutott ki             | nem jutott ki             | nem jutott ki             | nem jutott ki             | nem jutott ki             | nem jutott ki             | nem jutott ki             | nem jutott ki             | 6.                        | 10                        | 0                         | 5                         | 5                         | 6                         | 19                        |
| 2020             | nem jutott ki             | nem jutott ki             | nem jutott ki             | nem jutott ki             | nem jutott ki             | nem jutott ki             | nem jutott ki             | nem jutott ki             | nem jutott ki             | 6.                        | 10                        | 1                         | 0                         | 9                         | 3                         | 28                        |
| 2024             | nem jutott ki             | nem jutott ki             | nem jutott ki             | nem jutott ki             | nem jutott ki             | nem jutott ki             | nem jutott ki             | nem jutott ki             | nem jutott ki             | 5.                        | 8                         | 1                         | 0                         | 7                         | 5                         | 19                        |
| Összesen         |                           | 1/8                       | 3                         | 0                         | 1                         | 2                         | 1                         | 5                         | –                         | Összesen                  | 80                        | 22                        | 13                        | 45                        | 75                        | 135                       |

### UEFA Nemzetek Ligája
| Csoportkör | Csoportkör | Csoportkör | Csoportkör | Csoportkör | Csoportkör | Csoportkör | Csoportkör | Csoportkör | Csoportkör | Csoportkör      | Csoportkör | Egyenes kieséses szakasz | Egyenes kieséses szakasz | Egyenes kieséses szakasz | Egyenes kieséses szakasz | Egyenes kieséses szakasz | Egyenes kieséses szakasz | Egyenes kieséses szakasz | Egyenes kieséses szakasz | Egyenes kieséses szakasz |
| Szezon     | Liga       | Csoport    | H          | M          | Gy         | D          | V          | G+         | G–         | Feljutás/kiesés | Helyezés   | Év                       | Eredmény                 | M                        | Gy                       | D                        | V                        | G+                       | G–                       | Keret                    |
| ---------- | ---------- | ---------- | ---------- | ---------- | ---------- | ---------- | ---------- | ---------- | ---------- | --------------- | ---------- | ------------------------ | ------------------------ | ------------------------ | ------------------------ | ------------------------ | ------------------------ | ------------------------ | ------------------------ | ------------------------ |
| 2018–19    | D          | 1.         | 3.         | 6          | 0          | 4          | 2          | 2          | 6          | Állandó         | 51.        | 2019                     | nem jutott be            | nem jutott be            | nem jutott be            | nem jutott be            | nem jutott be            | nem jutott be            | nem jutott be            | nem jutott be            |
| 2020–21    | D          | 1.         | 3.         | 6          | 1          | 4          | 1          | 8          | 4          | Állandó         | 53.        | 2021                     | nem jutott be            | nem jutott be            | nem jutott be            | nem jutott be            | nem jutott be            | nem jutott be            | nem jutott be            | nem jutott be            |
| 2022–23    | D          | 1.         | 1.         | 6          | 4          | 1          | 1          | 12         | 5          | Növekedés       | 50.        | 2023                     | nem jutott be            | nem jutott be            | nem jutott be            | nem jutott be            | nem jutott be            | nem jutott be            | nem jutott be            | nem jutott be            |
| 2024–25    | C          |            |            |            |            |            |            |            |            |                 |            | 2025                     | nem jutott be            | nem jutott be            | nem jutott be            | nem jutott be            | nem jutott be            | nem jutott be            | nem jutott be            | nem jutott be            |
| Összesen   | Összesen   | Összesen   | Összesen   | 18         | 5          | 9          | 4          | 22         | 15         |                 |            |                          | 0/4                      | –                        | –                        | –                        | –                        | –                        | –                        |                          |

### Olimpia
| Év                | Eredmény                | Hely                    | M                       | Gy                      | D                       | V                       | Rg                      | Kg                      |                         |
| ----------------- | ----------------------- | ----------------------- | ----------------------- | ----------------------- | ----------------------- | ----------------------- | ----------------------- | ----------------------- | ----------------------- |
| 1924, Párizs      | 1. forduló              | 22.                     | 1                       | 0                       | 0                       | 1                       | 0                       | 7                       |                         |
| 1928, Amszterdam  | Nem indult              | Nem indult              | Nem indult              | Nem indult              | Nem indult              | Nem indult              | Nem indult              | Nem indult              | Nem indult              |
| 1932, Los Angeles | Nem volt labdarúgótorna | Nem volt labdarúgótorna | Nem volt labdarúgótorna | Nem volt labdarúgótorna | Nem volt labdarúgótorna | Nem volt labdarúgótorna | Nem volt labdarúgótorna | Nem volt labdarúgótorna | Nem volt labdarúgótorna |
| 1936, Berlin      | Nem indult              | Nem indult              | Nem indult              | Nem indult              | Nem indult              | Nem indult              | Nem indult              | Nem indult              | Nem indult              |
| Összesen          | 1. forduló              | 1/1                     | 1                       | 0                       | 0                       | 1                       | 0                       | 7                       |                         |

- 1948 és 1988 között amatőr, 1992-től kezdődően U23-as játékosok vettek részt az olimpiai játékokon

## Válogatottsági rekordok
Az adatok 2016. november 13. állapotoknak felelnek meg.
- A még aktív játékosok félkövérrel vannak megjelölve.

### Legtöbbször pályára lépett játékosok

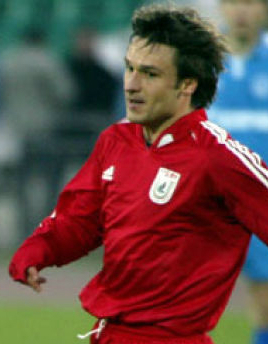
Vitālijs Astafjevs a válogatottsági rekorder 167 mérkőzéssel.

| #   | Játékos              | Időszak   | Vál. | Gól |
| --- | -------------------- | --------- | ---- | --- |
| 1.  | Vitālijs Astafjevs   | 1992–2010 | 167  | 16  |
| 2.  | Andrejs Rubins       | 1998–2011 | 117  | 10  |
| 3.  | Juris Laizāns        | 1998–2013 | 113  | 15  |
| 4.  | Imants Bleidelis     | 1995–2007 | 106  | 10  |
| 5.  | Mihails Zemļinskis   | 1992–2005 | 105  | 12  |
| 6.  | Māris Verpakovskis   | 1999–2014 | 104  | 29  |
| 7.  | Igors Stepanovs      | 1995–2011 | 100  | 4   |
| 8.  | Aleksandrs Koliņko   | 1997–2015 | 94   | 0   |
| 9.  | Kaspars Gorkšs       | 2005–     | 82   | 5   |
| 10. | Andrejs Štolcers     | 1994–2005 | 81   | 7   |
| 11. | Andris Vaņins        | 2000–     | 79   | 0   |
| 12. | Marian Pahars        | 1996–2007 | 75   | 15  |
| 13. | Vīts Rimkus          | 1995–2008 | 73   | 11  |
| 13. | Aleksejs Višņakovs   | 2004–     | 73   | 9   |
| 15  | Oļegs Blagonadeždins | 1992–2004 | 70   | 2   |
| 16. | Valērijs Ivanovs     | 1992–2001 | 68   | 1   |
| 16. | Dzintars Zirnis      | 1997–2010 | 68   | 0   |
| 18. | Oskars Kļava         | 2005–2013 | 65   | 1   |
| 19. | Ēriks Pētersons      | 1929–1939 | 63   | 24  |
| 20. | Deniss Ivanovs       | 2003–2013 | 60   | 2   |

### Legtöbb gólt szerző játékosok

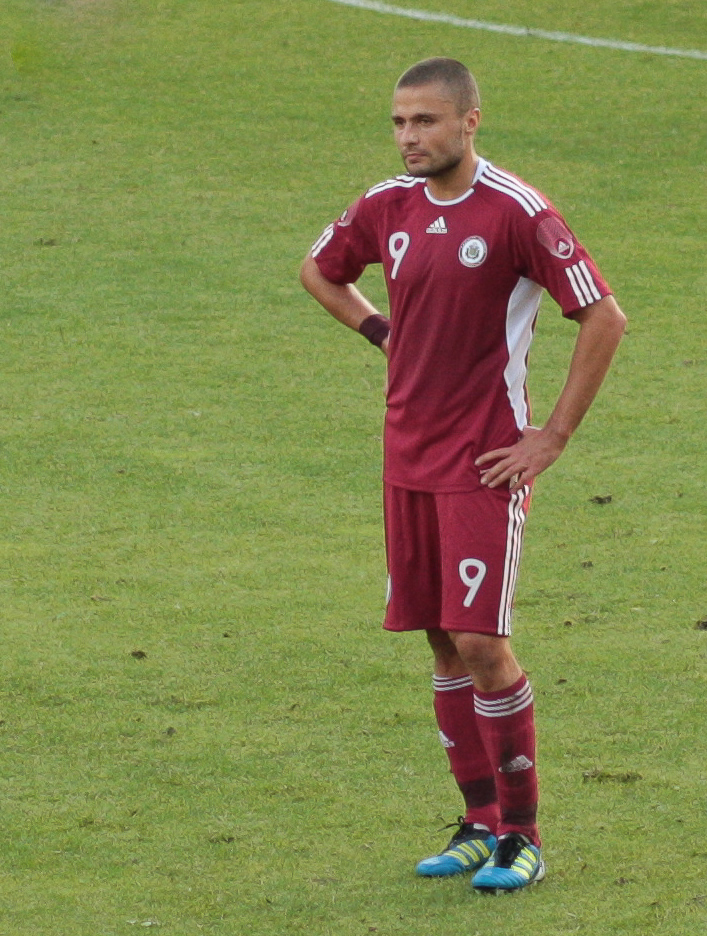
Māris Verpakovskis 29 góllal a lett válogatott legeredményesebb játékosa.

| #   | Játékos            | Időszak   | Gól | Vál. |
| --- | ------------------ | --------- | --- | ---- |
| 1.  | Māris Verpakovskis | 1999–2014 | 29  | 104  |
| 2.  | Ēriks Pētersons    | 1929–1939 | 24  | 63   |
| 3.  | Vitālijs Astafjevs | 1992–2010 | 16  | 167  |
| 4.  | Marian Pahars      | 1996–2007 | 15  | 75   |
| 4.  | Juris Laizāns      | 1998–2013 | 15  | 113  |
| 6.  | Alberts Šeibelis   | 1925–1939 | 14  | 54   |
| 7.  | Iļja Vestermans    | 1935–1938 | 13  | 23   |
| 8.  | Aleksandrs Cauņa   | 2007–     | 12  | 45   |
| 8.  | Mihails Zemļinskis | 1992–2005 | 12  | 105  |
| 10. | Vīts Rimkus        | 1995–2008 | 11  | 73   |
| 11. | Valērijs Šabala    | 2013–     | 10  | 31   |
| 11. | Arnolds Tauriņš    | 1925–1935 | 10  | 39   |
| 11. | Imants Bleidelis   | 1995–2007 | 10  | 106  |
| 11. | Andrejs Rubins     | 1998–2011 | 10  | 117  |
| 15. | Ādolfs Sīmanis     | 1932–1940 | 9   | 9    |
| 15. | Voldemārs Plade    | 1923–1929 | 9   | 16   |
| 15. | Aleksandrs Vanags  | 1937–1940 | 9   | 18   |
| 15. | Arkādijs Pavlovs   | 1924–1933 | 9   | 37   |
| 15. | Ģirts Karlsons     | 2003–     | 9   | 50   |
| 15. | Aleksejs Višņakovs | 2004–     | 9   | 73   |

### Ismert játékosok
1940 előtt:
- Eriks Pētersons
- Jānis Lidmanis

1991 után:
- Aleksandrs Koliņko
- Igors Stepanovs
- Vitālijs Astafjevs
- Māris Verpakovskis
- Andrejs Rubins
- Andrejs Prohorenkovs
- Marian Pahars
- Juris Laizāns
- Mihails Zemļinskis
- Artjoms Rudņevs

## Szövetségi kapitányok
| Szöv. kap.          | Időszak   |
| ------------------- | --------- |
| Jānis Gilis         | 1992–1997 |
| Revaz Dzodzuashvili | 1998–1999 |
| Gary Johnson        | 1999–2001 |
| Aleksandrs Starkovs | 2001–2004 |
| Jurijs Andrejevs    | 2004–2007 |
| Aleksandrs Starkovs | 2007–2013 |
| Marian Pahars       | 2013–2017 |
| Aleksandrs Starkovs | 2017–2018 |
| Mixu Paatelainen    | 2018      |
| Slaviša Stojanovič  | 2019–2020 |
| Dainis Kazakevičs   | 2020–2023 |
| Paolo Nicolato      | 2024–     |

## Lásd még
- Lett női labdarúgó-válogatott
- Lett U21-es labdarúgó-válogatott